# رئيس مجلس النواب العراقي
رئيس مجلس النواب العراقي هو المسؤول عن أعلى سلطة تشريعة في جمهورية العراق، وينتخبه ونائبيه أعضاء مجلس النواب العراقي بالأغلبية المطلقة بعد دعوة رئيس الجمهورية المجلس للانعقاد بمرسوم جمهوري خلال خمسة عشر يوم من المصادقة على الانتخابات لعقد الجلسة الأولى ويَشغل هذا المنصب في الجلسة الأولى العضو الأكبر سناً.
المادة(55):ينتخب مجلس النواب في أول جلسةٍ له رئيساً، ثم نائباً أول ونائباً ثانياً، بالاغلبية المطلقة لعدد اعضاء المجلس، بالانتخاب السري المباشر.

## مَهامُه
- أدارة مجلس النواب وتنظيم جدوله وإدارة جلساته.